# Igreja de São Vital (Włocławek)

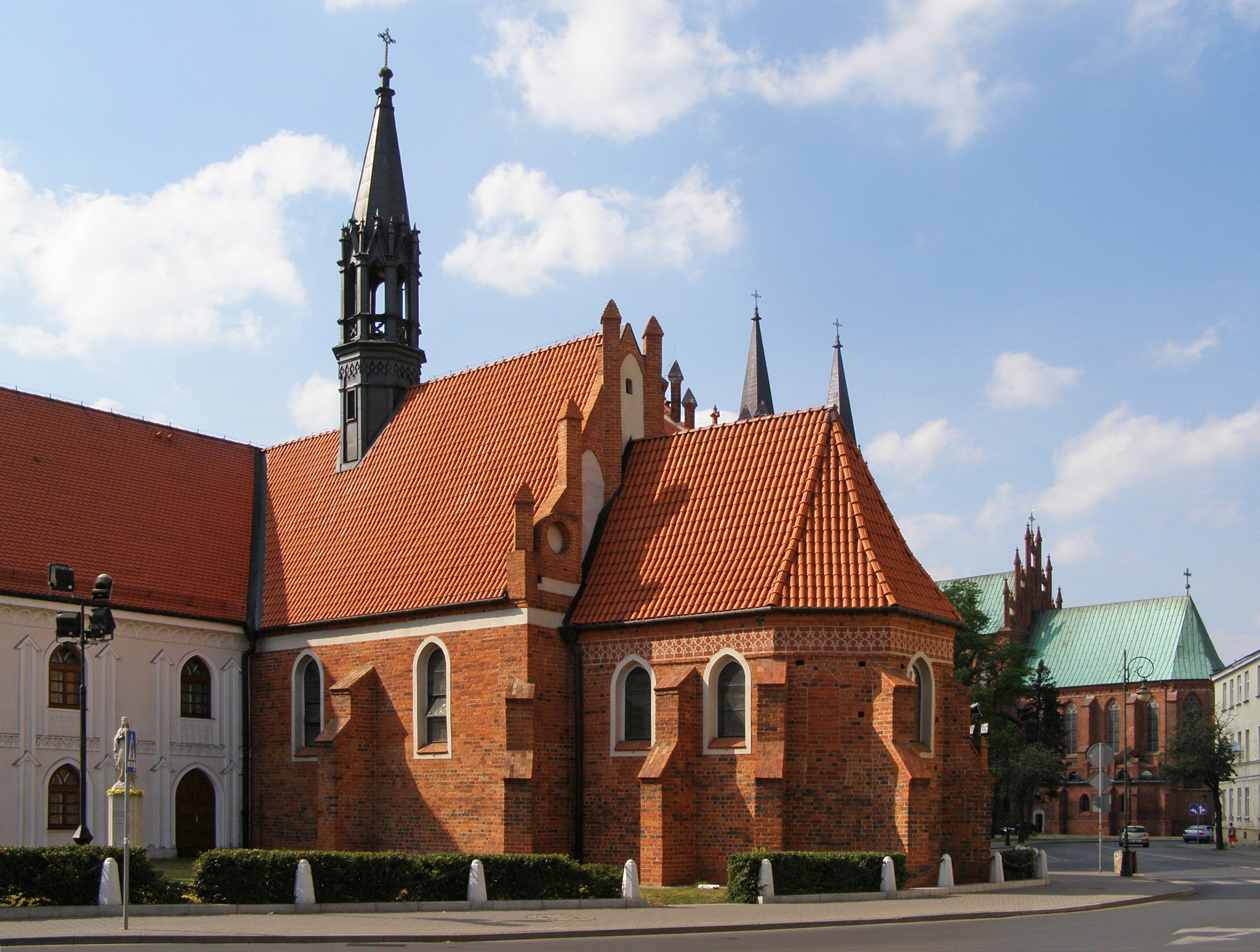
Igreja de São Vital

Igreja de São Vital em Włocławek - nos anos 1330-1411 cumpriu a função da catedral de substituição, agora cumpre a função da igreja do seminário do Seminário Teológico Superior, está o monumento mais velho de Włocławek.

## Arquitectura
A igreja foi construída no estilo gótico de tijolo queimado. É o edifício com uma nave, com o presbitério retangular fechado de vários lados. O presbitério está inclinado do eixo a esquerda o que tem de parecer a posição do Jesus na cruz. O interior tem a abóbada costela cruzada.

## História
O templo foi fundado pelo bispo Maciej de Gołańcza em 1330, logo depois da demolição de Włocławek e queimada duma catedral antiga sob o rio Vístula pela Ordem Teutônica em 1329. Nos anos 1330-1411, até o fim definitivo da construção da nova basílica catedral, a igreja de São Vital cumpriu a função do catedral de substituição. Depois disso, foi dedicado para uso do hospital próximo (refúgio) de São Vital. Junto com o hospital foi dependente da capitula catedral. Mas ela não sustentou efectivamente o refúgio. A capitula achava que os sucessores do fundador da igreja tinham de cuidar sobre hospital e igreja. Mas os bispos não se preocupavam muito por isso. No resultado a igreja ruiu-se rapidamente. Já no século XV foi completamente ruído, despojado de tudo e exigiu a renovação fundamental. 

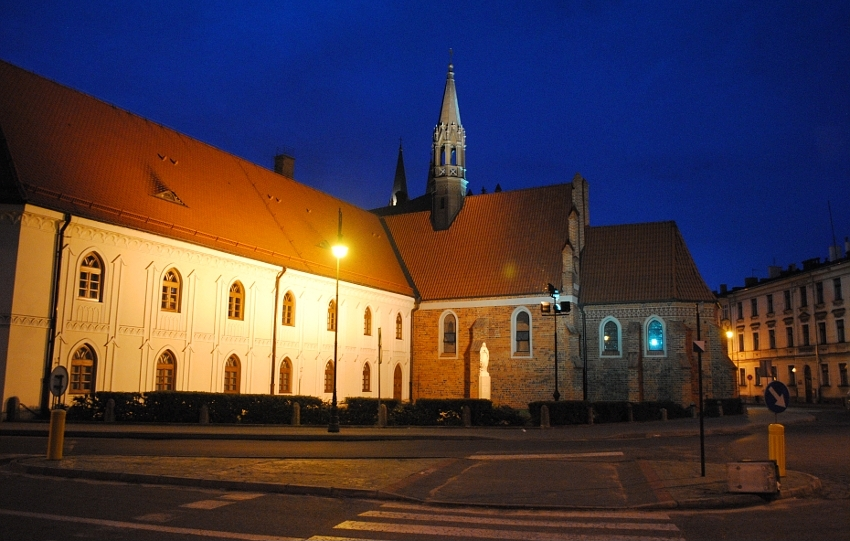
Iluminação

O bispo Władysław Oporowski comecou a angariação de fundos para ajudar a igreja de São Vital, indicando indulgência espacial para doadores. Mas não é conhecido que a renovação foi feita realmente. Os fontes dizem que só 100 anos depois entre 1534-1544, o canônico Tobiasz Janikowski renovou toda igreja dos fundos próprios, mudando abóbada de madeira para a gótica de tijolo. Ele sobreviveu até hoje. Eis o tipo da abóbada cruzada que se sustente sobre uma estrutura em consola ampla.
Fundado em 1569 o seminário teológico ocupava uma parte do hospital e a igreja. Ela ficava separadamente de edifícios do seminário e estava rodeado pelo comentário recinto. Depois de 1717 foi adicionada ao presbitério uma pequena sacristia também para uma torrezinha foi adicionado um pequeno sino.
Em 1843 foi adicionado o novo pavilhão do seminário ao qual foi incluída a igreja de São Vital. Foi possível entrar nela directamente do corredor do seminário. Mas ficou aberto para fiéis. Só em 1866 tornou-se uma propriedade exclusiva do seminário (fiéis juntam-se aqui só para a indulgência de São Vital, no segundo domingo de Maio e ocasionalmente durante outras ocasiões).
No século XIX e XX a igreja de São Vital foi repetidamente renovada, pintada e tinha a decoração interior mudada.  

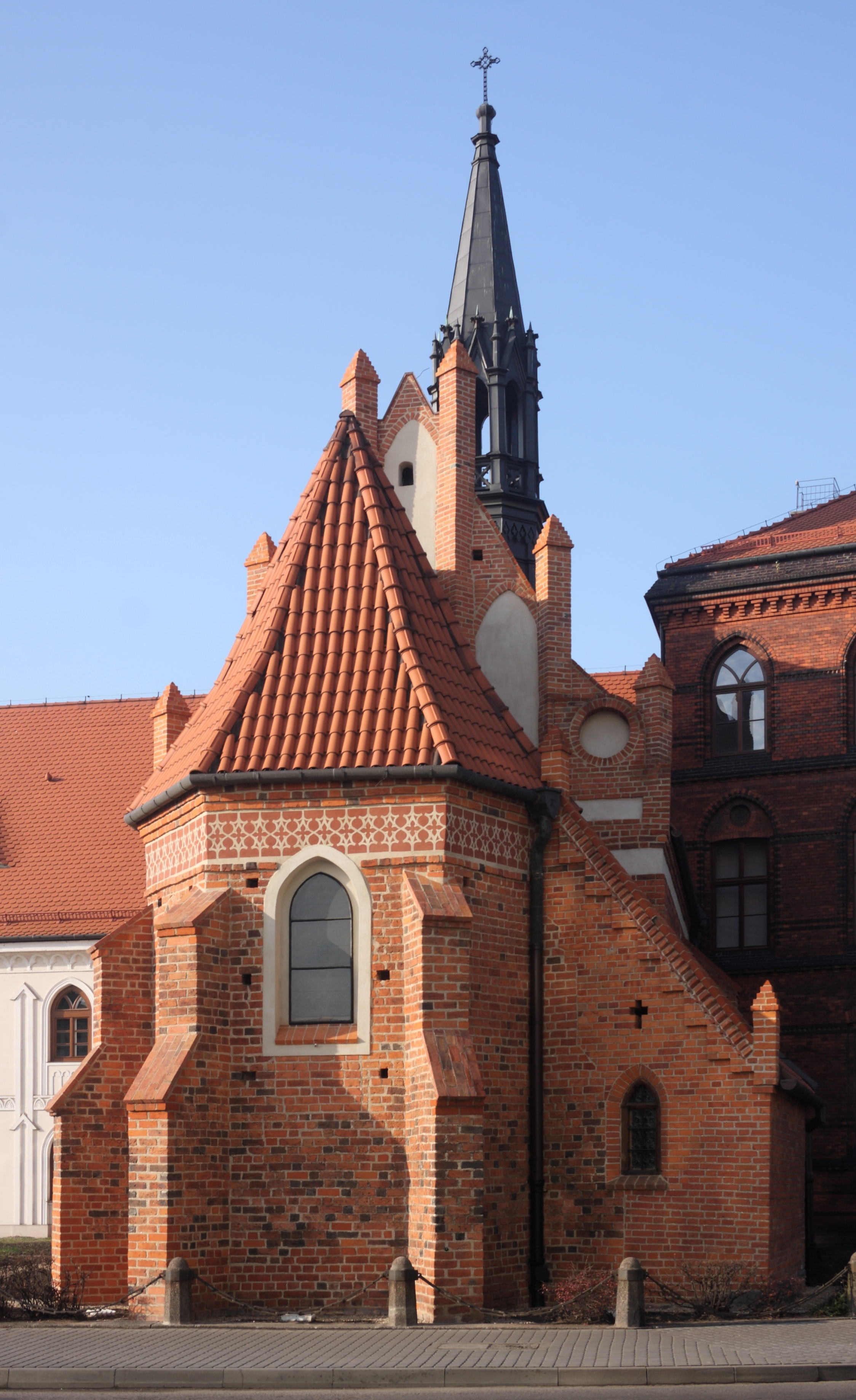

Nos anos 1851-1853 foi restaurada sob a direção do prefeito do seminário padre Franciszek Płoszyński. A torre de 4 lados foi acolchoada por uma folha de ferro, com a cópula coberta por uma folha de cobre, as paredes do interior foram reparadas e rebocadas. Em 1888 foi demolida a torre e posta nova, no estilo gótico, segundo do projeto de Konstanty Wojciechowski e coberta por uma folha de cobre. A igreja foi pintada (policromia) nos anos: 1854, 1873, 1895. Os altares e pinturas neles estavam mudados frequentemente, é difícil enumerá-los. Habitualmente na igreja ficava o altar principal e dois laterais. Em 1880 foram postas em 4 janelas os vitrais coloridas que em 1903 foram substituídas por vidro branco, provavelmente para a iluminação da igreja pela luz natural.
Nos anos 1930-1934 a igreja de São Vital foi restaurada novamente. Foram retirados gessos interiores e foram postas: novas cruzadas que na época do barroco foram parcialmente cortadas, agora ficavam completadas e postas em tijolo “vive”; foi liquidado um coro antigo mas também foi criado novo da parte do corredor do seminário contíguo à igreja; foram reveladas as partes encobertas por gesso na muralha exterior; no altar principal foi posto um tríptico gótico valioso de 1460. Em 1936 foram instaladas os órgãos novas feitas por uma empresa de Włocławek S. Truszyński que estão usadas até hoje.
Durante a ocupaçãod a igreja foi achado como alemão e serviu aos soldados alemães que ficavam no hospital de campo para missas em domingos.
Nos anos 1971-1972 foi feita a última restauração da igreja. Foi posto o novo tecto cerâmico, foram mudadas alguns velhos tijolos na muralha, foram reconstruídos os elementos exteriores decorativos. Graças a isso dois portais góticos de tijolo ganharam a grandeza antiga: um rodeada da entrada principal a igreja (do corredor do seminário) e segundo decorando a entrada lateral, na parede norte. As janelas forma vidradas por um vidro com umas ramas de ferro. Foi removida toda decoração velha da igreja e substituída pelo estilo moderno: um altar de granito, um altar de madeira sob o tabernáculo, o ambão, bancos, portas e instalação iluminante (novos candeeiros) e acústica. A igreja parece agora quase austera mas robusto, sem elementos decorativos excessivos. Da decoração neogótica anterior ficou só a torre com um pequeno sino na parede em frente da entrada principal da igreja.
No ano 2000 foi renovado o teto e a torre, instalado novo sino. Em 2002 foi renovado o interior da igreja junto com uma instalação acústica. 

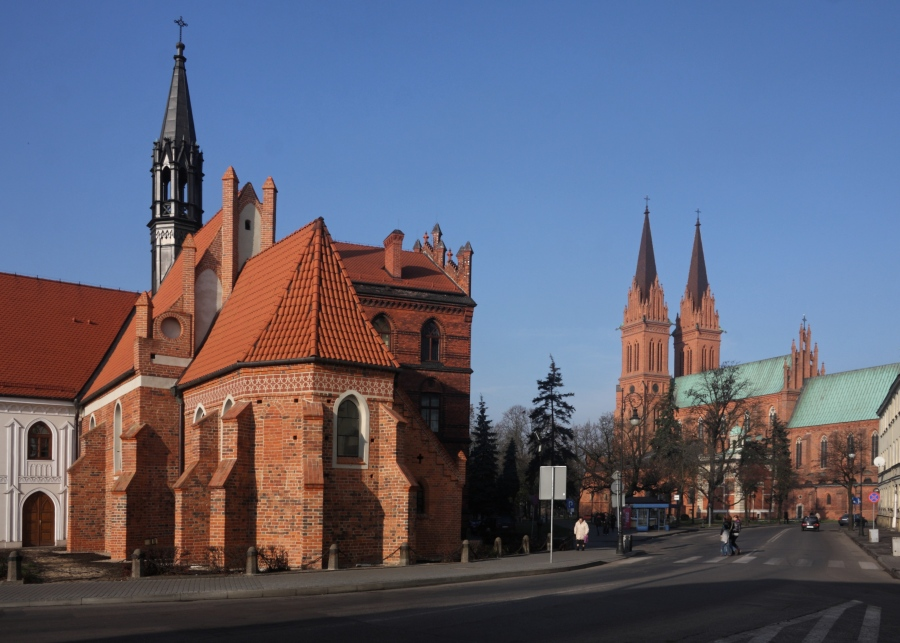

O templo de São Vital é a igreja do do seminário do Seminário Teológico Superior em Włocławek.